# Петрова, Татьяна Владиславовна
Татья́на Владисла́вовна Петро́ва (род. 14 марта 1957) — российский правовед, доктор юридических наук, профессор кафедры экологического и земельного права юридического факультета МГУ.

## Образование
Татьяна Владиславовна Петрова родилась 14 марта 1957 года в городе Павловском Посаде Московской области в семье известного юриста В. В. Петрова.
В 1974 году поступила на юридический факультет Московского государственного университета имени М. В. Ломоносова, который окончила с отличием в 1979 году.
В 1980—1983 годах обучалась в очной аспирантуре Института государства и права Академии наук Союза ССР. 19 апреля 1983 года защитила кандидатскую диссертацию по теме «Организационно-правовые формы деятельности Продовольственной и сельскохозяйственной организации ООН (ФАО) в области развития сельского хозяйства» (научный руководитель — профессор М. И. Козырь). Защита состоялась в Институте государства и права АН СССР.

## Карьера
По окончании аспирантуры работала младшим научным сотрудником в секторе сельскохозяйственного права Института государства и права, затем научным сотрудником Всесоюзного научно-исследовательского института стандартизации Госстандарта СССР, где занималась правовыми проблемами стандартизации в сфере охраны окружающей среды.
С 1988 года работала в должности старшего преподавателя, а затем — доцента кафедры гражданско-правовых дисциплин Юридического института МВД СССР, где читала курсы лекций и вела практические занятия по учебным дисциплинам «Экологическое право» и «Финансовое право».
С 01 сентября 1995 года по настоящее время работает на Кафедре экологического и земельного права юридического факультета МГУ имени М. В. Ломоносова, с 2001 года — в должности профессора.
13 октября 2000 года защитила докторскую диссертацию на тему: «Правовые проблемы экономического механизма охраны окружающей среды». Защита состоялась на Юридическом факультете Московского Государственного университета имени М. В. Ломоносова.

### Преподавательская деятельность
Читает общий курс лекций по дисциплине «Экологическое право» (в том числе, в рамках международно-правовой программы Юридического факультета МГУ имени М. В. Ломоносова в Женеве — в Международном центре МГУ имени Ломоносова (Женева, Швейцария), специальный курс лекций «Правовые проблемы экономического механизма охраны окружающей среды и использования природных ресурсов».

### Законодательная деятельность
В составе рабочих групп участвовала в разработке концепций и проектов ряда федеральных законов и законов города Москвы, в частности: проектов федеральных законов «О питьевой воде», «О водоснабжении», «О водоотведении» (2002—2003 гг.), Лесного кодекса РФ (2004 г.), общей и особенной частей Экологического кодекса РФ (2009—2010 гг.), проекта Федерального закона № 584587-5 «О внесении изменений в отдельные законодательные акты Российской Федерации в части совершенствования нормирования в области охраны окружающей среды и введения мер экономического стимулирования хозяйствующих субъектов для внедрения наилучших технологий» (2011 −2012 гг.) и др.
Неоднократно участвовала в экспертизе проектов федеральных законов и законов субъектов Российской Федерации, а также в проведении государственной экологической экспертизы проектной документации в качестве внештатного члена экспертной комиссии.
Т. В. Петрова в 2006—2007 годах участвовала в разработке базового проекта Общей части Экологического кодекса Российской Федерации, в 2007—2008 годах в разработке базового проекта Особенной части Экологического кодекса Российской Федерации.
С 2004 года работает в должности ученого секретаря Ученого совета Юридического факультета.
Т. В. Петрова является членом Диссертационного совета при Московском государственном университете имени М. В. Ломоносова Д 501.001.99 (на Юридическом факультете), ученым секретарем эколого-правовой секции Учебно-методического объединения по юридическому образованию, членом Методической комиссии юридического факультета.
С 2003 года и по настоящее время организует и проводит заседания эколого-правовой секции в рамках ежегодных декабрьских Международных научно-практических конференций юридического факультета

С 2010 года включена в состав экспертного совета по праву Высшей аттестационной комиссии Министерства образования и науки РФ.
Под научным руководством доктора юридических наук, профессора Т. В. Петровой подготовлено 3 кандидата юридических наук: Кротик А. С., Широбоков А. С., Фаткуллина Д. Ф.

## Публикации
Автор более 70 научных работ, в том числе, двух монографий, восьми учебных пособий (из них семь — в соавторстве), трех словарей (в соавторстве), двух комментариев к федеральным законодательным актам (в соавторстве), двух учебников (в соавторстве), в их числе:
- Экологическое право России. Практикум: Учебное пособие для вузов / Под ред. проф. А. К. Голиченкова; составители: А. К. Голиченков, А. А. Воронцова. 4 изд., перераб. и доп. — М.: Издательский Дом Городец", 2011. — 352 с. (в соавторстве);
- Финансирование в сфере охраны окружающей среды: новые и традиционные подходы // Экологическое право. 2011. Специальный выпуск. С. 40 — 46;
- Права на природные ресурсы в Концепции развития законодательства о вещном праве. // Экологическое право. 2009. № 5 — 6. С. 27 — 30;
- Идеи В. В. Петрова о кодификации законодательства об охране окружающей среды и современность // Экологическое право. 2009. Специальный выпуск. № 2-3. С. 68 — 75;
- Правовые проблемы экологического аудита // Аграрное и земельное право. 2007. № 1. С. 122—125;[8]
- Правовые проблемы совершенствования экологического аудита// Актуальные проблемы развития экологического права в XXI веке. М. Труды Института государства и права РАН. Изд. Института государства и права РАН. 2007;
- Экологическое право и земельное право. Методические материалы / под ред. А. К. Голиченкова. М. Городец. 2006. 358 с. (в соавторстве);
- Учебно-практический комментарий к земельному законодательству Российской Федерации / Под ред. О. Л. Дубовик. Изд-во ЭКСМО. 2006. 11 Института государства и права РАН. 10 с. — (в соавт.);
- Толковый словарь гражданского права. Часть 1. М. Городец. 2006. — 493 с.;
- Плата за пользование водными объектами в новом Водном кодексе Российской Федерации // Экологическое право. 2006. № 6. С. 27-29;
- Техническое регулирование как часть системы правового регулирования отношений в сфере охраны окружающей среды" // Экологическое право 2005. № 1, с.78 — 80;
- Источники российского права. Учебное пособие / Под. ред. проф. Марченко М. Н. М.: Норма. 2005. (в соавт.);
- Земельное право России. Практикум: Учебное пособие для вузов / Под ред. проф. Голиченкова А. К. 2-е издание, исп. и доп. М.: ОАО "Издательский Дом «Городец», 2005. 288 с. (в соавт.);
- Толковый словарь земельного права. Санкт-Петербург. Изд. "Юридический центр «Пресс». 2004. (в соавт.);
- Толковый словарь градостроительного законодательства. Санкт-Петербург. Изд. «Юридический центр Пресс». 2004. (в соавт.);
- Практикум по экологическому праву России: Учебное пособие для вузов. /Под ред. Проф. Голиченкова А. К. 3-е издание, испр. и доп. — М.: Издательство БЕК. 2004. 258 с. — (в соавт.);
- Принцип «загрязнитель платит»// Глобалистика: Энциклопедия. Гл. ред. Мазур И. И., Чумаков А. Н.. М.:ОАО Издательство «Радуга». 2003. — 1328 с.;
- Об изменениях в законодательстве по вопросам лицензирования в сфере природопользования, охраны окружающей среды и обеспечения экологической безопасности.// Экологическое право. 2003. № 3;
- Об изменениях в законодательстве по вопросам лицензирования в сфере природопользования, охраны окружающей среды и обеспечения экологической безопасности // Экологическое право. 2003. № 3, с. 13 — 19 (в соавт.);
- Экономическое регулирование в системе методов регулирования отношений в сфере охраны окружающей среды. В сб. «Российское государство и право на рубеже веков». М. 2000;
- Экологизация налоговой системы.// Политика и право. 2000. № 9;
- Проблемы платности загрязнения окружающей природной среды в контексте нового налогового законодательства. В сб. «Актуальные проблемы теории права и государства и экологического права». М. Изд. Юридического института МГУПС. 2000;
- Природоохранные инвестиции — правовой аспект. В сб. «Актуальные проблемы теории права и государства и экологического права». М. Изд. Юридического института МГУПС. 2000;
- Налоговый контроль за загрязнением окружающей среды.// Законодательство. 2000. № 8;
- Влияние реформы налогового и бюджетного законодательства на регулирование отношений по охране окружающей среды. В сб. «Экологическое право России. Сборник материалов научно-практических конференций 1995—2000». Издание второе. М. Зерцало. 2000;[9]
- Правовые проблемы системы экологических фондов. // Законодательство и экономика. 2000. № 10;
- Экономический механизм реализации эколого-правовых норм. М. МГУГиК. 2000;
- Правовые проблемы экономического механизма охраны окружающей среды. М. Зерцало. 2000;
- Правовые проблемы экономического регулирования охраны окружающей природной среды. В сб. «Экологическое право России. Сборник материалов научно-практических конференций 1995—1998 гг.». М. Зерцало. 1999;
- Некоторые проблемы совершенствования экономико-правового механизма охраны окружающей природной среды. В сб. «Экологическое право России. Сборник материалов научно-практических конференций 1995—1998 гг.». М. Зерцало. 1999;
- Государственный учёт в сфере природопользования и охраны окружающей среды/ Проблемы геодезии и картографии.1999. № 7;
- Плата за загрязнение окружающей природной среды: платежи или налоги?// Вестник Моск. Ун-та. Серия 11 «Право». 1999. № 7.

Основные научные интересы связаны с исследованием проблем кодификации экологического законодательства, совершенствования правового механизма нормирования качества окружающей среды, экономического механизма охраны окружающей среды и использования природных ресурсов.
Доктор юридических наук, профессор Т. В. Петрова является одним из участников Первого Международного интерактивного юридического портала «URISTI.TV».